# Costruzione in terra cruda

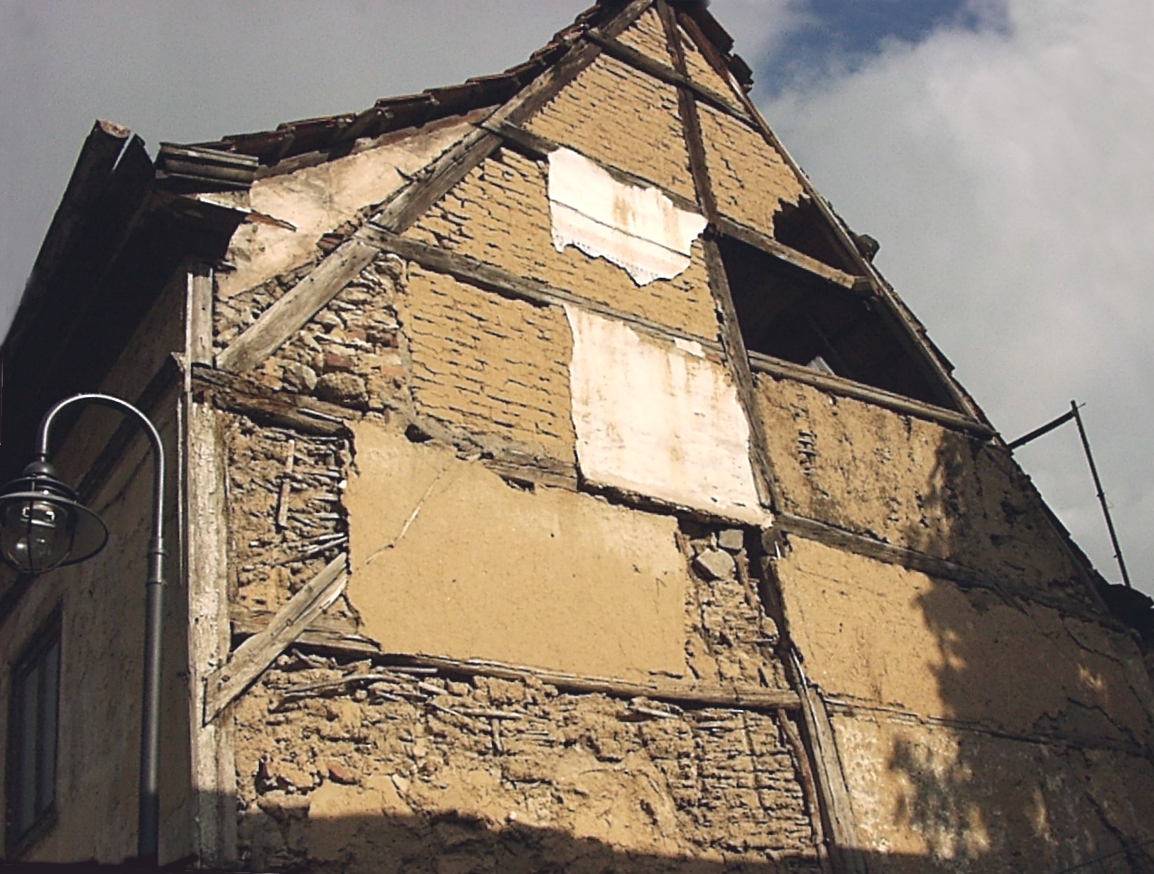
Casa a Bad Langensalza, Germania.

Le costruzioni in terra cruda sono architetture costruite utilizzando la terra come materiale da costruzione.

## Sistemi costruttivi in terra cruda

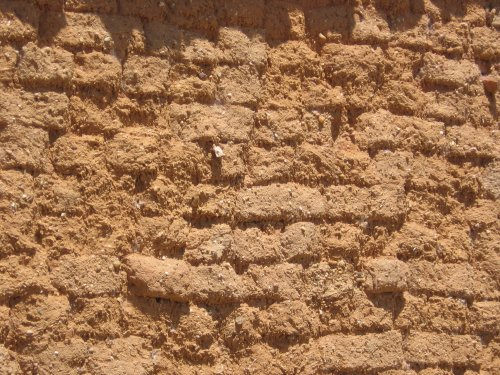
Muratura in adobe

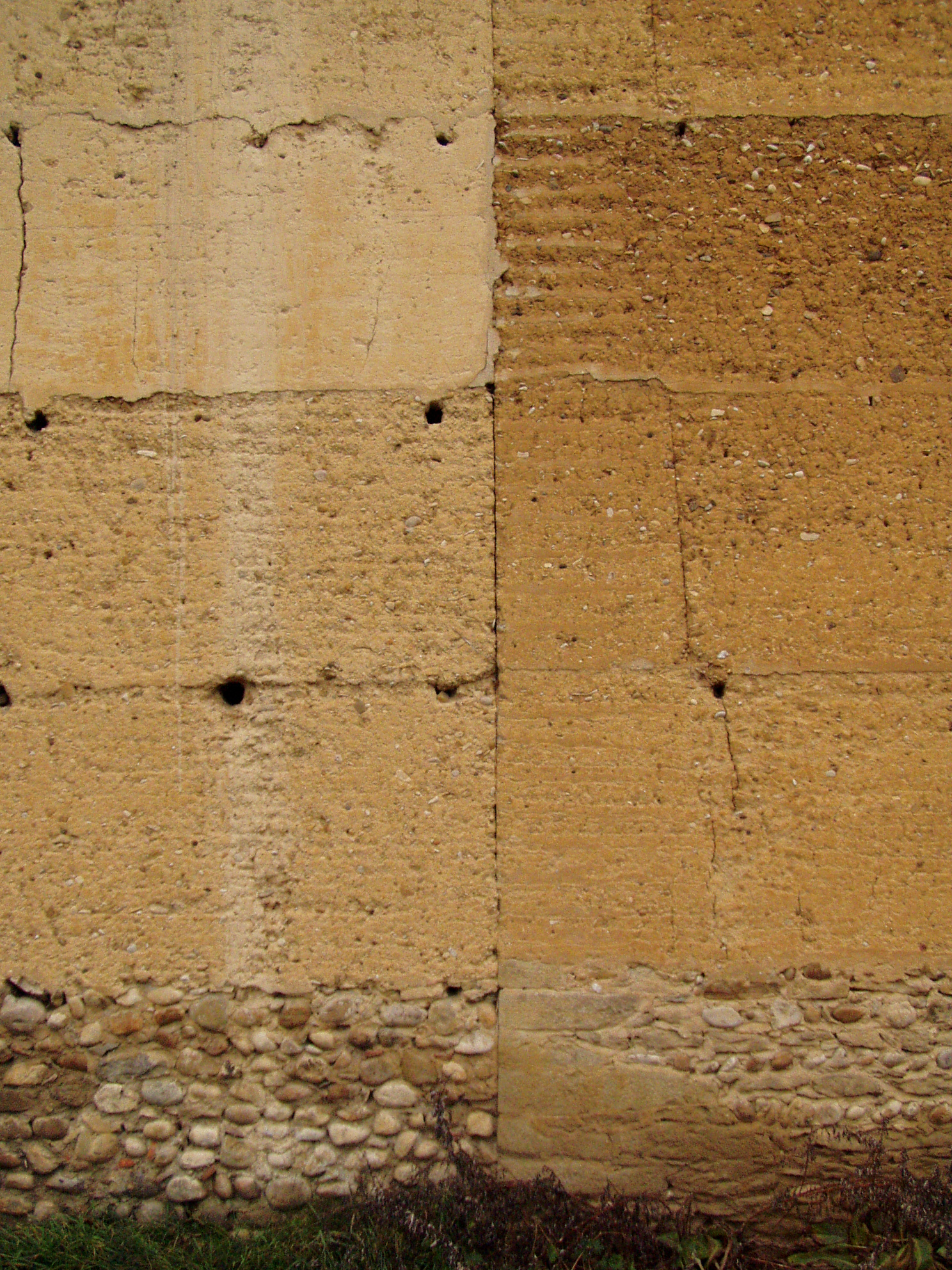
Muratura in pisé

La terra, con o senza ciottoli, viene utilizzata in molte zone del mondo per realizzare murature in terra cruda. Se vi sono i ciottoli si formano grossi blocchi di terra pestata quasi asciutta dentro ad assate di legno. Invece il terreno privo di pietrisco e molto umido viene schiacciato in piccole forme di legno per fabbricare mattoni che vengono lasciati ad asciugare al sole e non cotti in fornace. Quando l'argilla è ad alto tenore affinché non si formino fessure quando si asciuga, viene mescolata con paglia o fibre naturali, o con leganti naturali quali il letame o artificiali come ad esempio la calce.
Le costruzioni in terra battuta vengono denominate con il nome francese di costruzioni in pisé, mentre quelle in mattoni non cotti adobe. I singoli blocchi possono essere declinati con nomi diversi, a seconda dell'area geografica in cui tale tecnica è sviluppata, come ad esempio il massone, tecnica costruttiva a blocchi di terra diffusa in Italia nelle regioni dell'Abruzzo e delle Marche; tròn in Piemonte nell'alessandrino. Qui, la terra battuta presenta una ricca frazione argillosa mescolata a ciottoli che derivano dai depositi delle alluvioni dei fiumi o torrenti (deposito alluvionale dello Scrivia). In Italia è tipica delle costruzioni in terra cruda della pianura alessandrina detta Frascheta (parti basse delle valli Tanaro, Bormida e Scrivia).
Nelle costruzioni in terra battuta, in alcuni esempi, per migliorare la resistenza del fabbricato si usava costruire pilastri verticali e pilastrate d'angolo con mattoni cotti; inoltre, si trovano spesso inserimenti di catene di legno per migliorare il comportamento strutturale rispetto all'azione degli sforzi orizzontali, inserite direttamente nel getto di terra. Il legno, verde al momento dell'inserimento, data l'assenza di aria subisce un processo di "mummificazione", rendendolo della compattezza e robustezza del ferro. In alcuni casi la terra è associata a una struttura resistente in legno e in tal caso si parla di sistema costruttivo a torchis.
Si pensa che le costruzioni in terra cruda siano tipiche dell'edilizia rurale, ma i molti esempi cittadini contraddicono questa opinione, è comunque un sistema costruttivo che si può far risalire all'origine dell'abitare. Le strutture orizzontali delle costruzioni in terra cruda erano realizzate in legno, ma si trovano anche strutture a volta con mattoni cotti disposti in foglio e tessitura a "spina di pesce". Le murature di mattoni crudi erano poi rivestite con un intonaco a base di calce mentre quelle in terra battuta non sempre erano intonacate. Una delle maggiori fonti di degrado delle costruzioni in terra cruda è l'acqua, sia quella piovana che quella risalente dalle murature a contatto del terreno. Per quest'ultima si è spesso risolto il problema realizzando un basamento in pietra o in laterizio cotto.

## Architettura rurale[1]

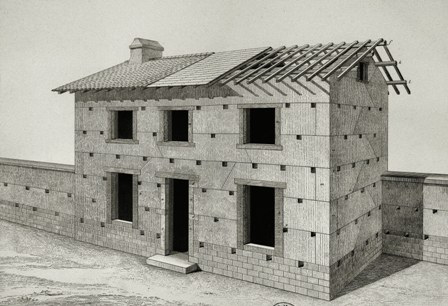
Maison en pisé, da Jean-Baptiste Rondelet (1802-17)

Nel 1791 François Cointeraux (1740 - 1830), gentiluomo lionese, professore di architettura rurale a Parigi, pubblicò a proprie spese, presso Monsieur Niodot in Parigi, un Traité sur la construction des manufactures et maison de campagne, che ebbe un grande successo editoriale e scientifico per il tema trattato: le costruzioni in terra cruda. Il suo testo sul tema dell'architettura rurale (Lassure, 2005) riprende un percorso interrotto che si può far risalire, alle origini, al testo di Pierre de Crescent (1233 - 1320 o 1321) - o Pietro de' Crescenzi - del 1471 e, successivamente a quelli di Charles Estienne (1504 - ca 1564) – prima edizione del 1564 e più volte edito fino al 1702 -, di Jacques Androuet du Cerceau (1556 - 1614) del 1611, di Pierre Le Muet (1591 - 1669) edito nel 1623, di Pierre Bullet (1639 - 1716) la cui prima edizione dell'Architecture pratique risale al 1691, di Charles-Etienne Briseux (1680 - 1754) pubblicato nel 1728, dell'Abbé François Rozier (1734 - 1793) dato alle stampe nel 1787, di Georges-Claude Goiffon del 1772, ecc., che avevano lasciato introdotto i principi delle costruzioni in terra cruda in architettura.

### Costruire con la terra

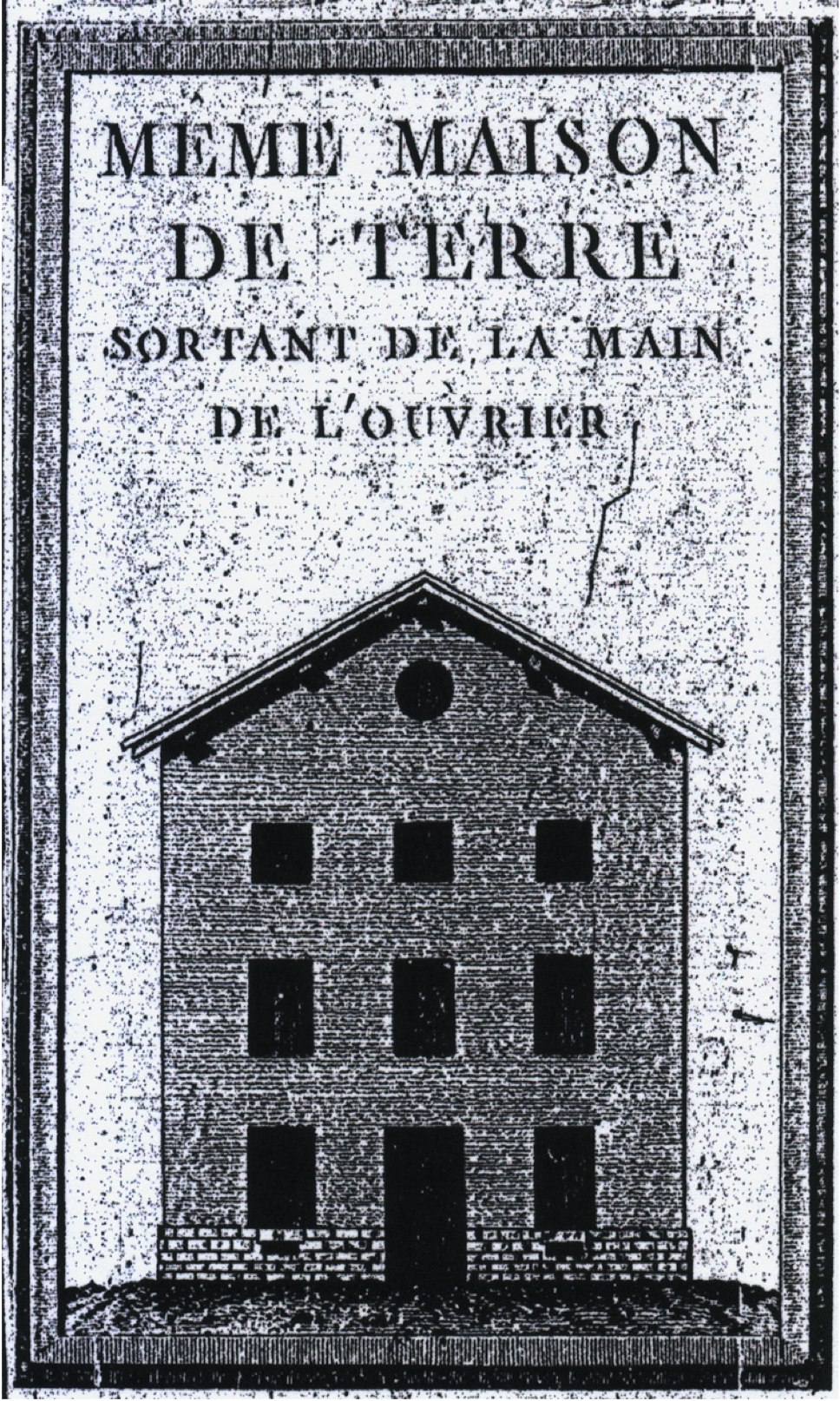
Cointeraux, François 1790. Ecole d'architecture rurale.

Come sottolinea Massimo Corradi, la novità del trattato del Cointeraux è nel fatto che il tema della costruzione in terra cruda o in pisé, era trattato per la prima volta in una forma chiara ed esaustiva. Infatti, l'autore aveva già pubblicato un precedente libro, una sorta di «appunti» per gli allievi dell'École d'Architecture Rurale (in italiano "Scuola di Architettura Rurale"), di Parigi dove trattava, tra i vari argomenti, anche di un nuovo modo di costruire le murature in pisè e che compendia anche l'arte di fabbricare gli strumenti necessari per la sua realizzazione.
Per François Cointeraux, «il pisé è un processo mediante il quale le case sono costruite con la terra, senza il supporto di alcun pezzo di legno, e senza mescolare paglia o imbottitura. Si tratta di battere, strato per strato, tra delle assi, dallo spessore di pareti ordinarie, della terra appositamente predisposta. Ben battuto, si lega, prende consistenza e forma un impasto omogeneo che può essere portato a tutte le altezze adatte per le case.» I muri sono eretti a partire dal suolo su cui poggiano, mentre la terra, spesso addizionata con calce, è battuta con l'aiuto di un maglio, «banchée par banchée», tratto per tratto di carpenteria armata, dove la lunghezza della carpenteria è pari a circa 2 m, l'altezza circa uguale a 80 cm e un metro cubo di pisé pesa circa 2 tonnellate. I «banchées» in successione costituiscono un letto («lit»), e con la sovrapposizione dei letti si realizza il muro. La saggezza popolare farà in modo che si edifichino delle buone costruzioni, con dei buoni tetti e impermeabili all'acqua, con fondazioni ben solide posate su basamenti di pietra. La costruzione del manufatto mobilita tutta la mano d'opera del villaggio, configurando un lavoro comune nel nuovo spirito comunitario introdotto dal vento della rivoluzione francese.
Addirittura nel 1797, quando la scuola di architettura rurale era già stata trasferita da Parigi a Lione, Cointeraux pubblica un volume dove dimostra come l'architettura in terra cruda o in pisé sia addirittura«à l'épreuve du canon» (A prova di cannone). Si tratta di una nuova tecnica costruttiva – a parere dell'autore – che inciderà fortemente sul modo di costruire nella Francia rurale del XIX secolo e sarà portato agli onori dell'arte del costruire addirittura da Jean-Baptiste Rondelet (1743 - 1829), che ne magnificò gli aspetti economici e quelli legati all'uso delle risorse locali. Già nell'età del bronzo, nella Gallia meridionale, erano state costruite le prime abitazioni in terra cruda, importando una tecnica costruttiva in uso tra i Greci e i Cartaginesi; mentre i romani, che conoscevano il pisé, preferivano la costruzione in pietra o in laterizi cotti. Dopo la conquista romana, il pisé sembrava del tutto scomparso in Francia fino al Medioevo - periodo dell'apogeo della costruzione a colombage (sulla falsariga delle costruzioni a graticcio o case con intelaiatura a graticcio) e torchis - prima di conoscere un nuovo impulso nei secoli XVIII e XIX grazie proprio all'opera di François Cointeraux.
Nel 1786, François Cointeraux costruì la sua prima casa rurale incombustibile in pisé, che gli valse – tra l'altro – il primo premio dell'Académie d'Amiens, il cui soggetto riguardava lo studio del modo più semplice e meno dispendioso di prevenire ed evitare gli incendi nelle costruzioni in campagna. Tuttavia, una congiura di muratori, carpentieri e mercanti di legno portò alla distruzione del prototipo realizzato da Cointeraux. L'autore francese si pone dunque come il primo trattatista e divulgatore di una “nuova” tecnica del costruire – quella in pisé – e sarà anche il promotore della «Agritecture, la scienza che secondo i suoi intendimenti avrebbe dovuto unire l'agricoltura a l'architettura».

### Tecniche di costruzione in terra cruda

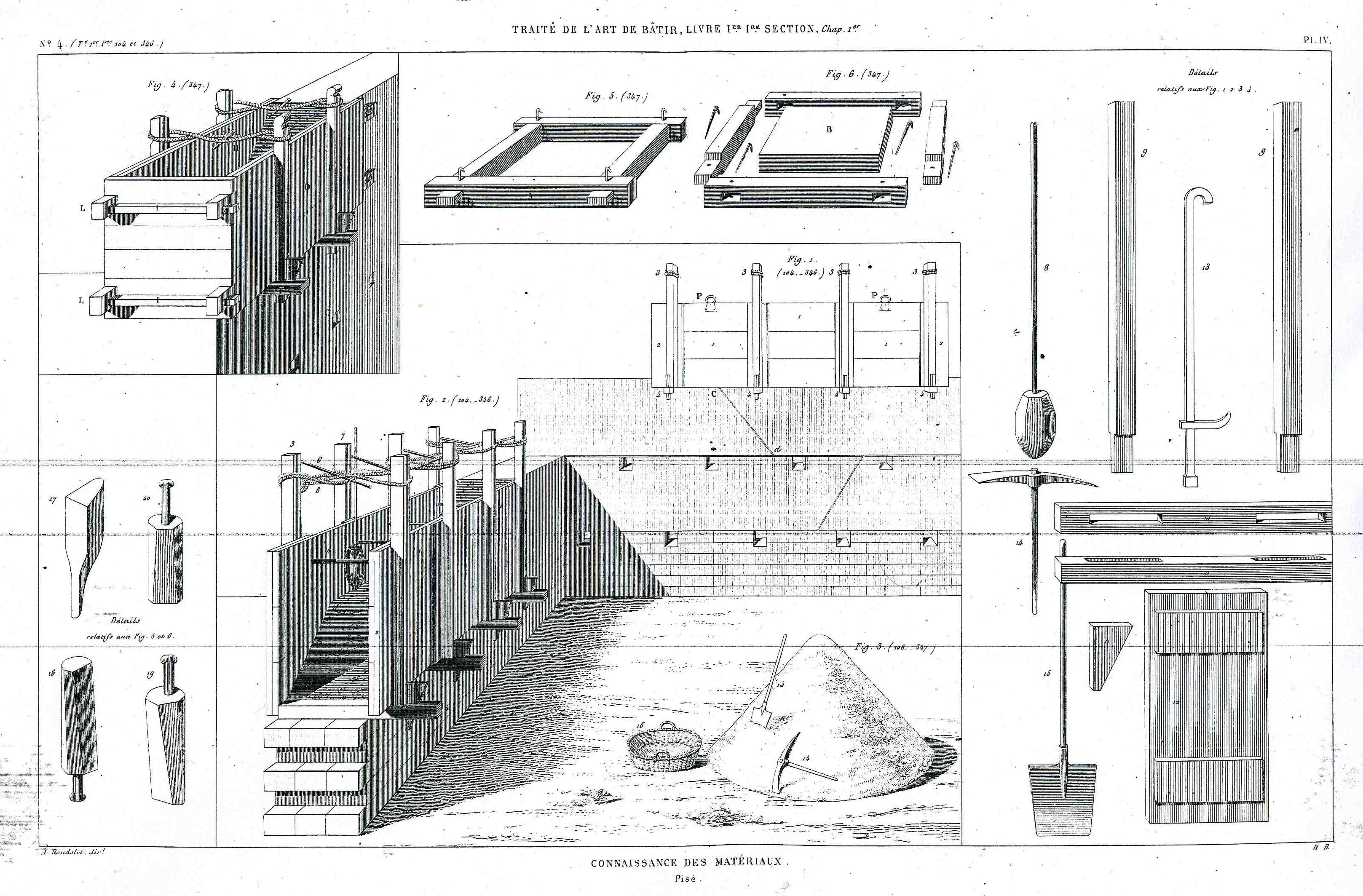
Rondelet, 1802. Connaissance des matèriaux. Pisé.

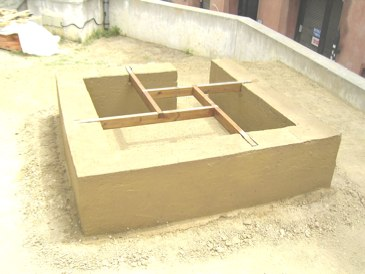
Muratura in pisè e solaio serliano.

Cointeraux illustra le tecniche di costruzione in adobe, torchis e pisé, e tratta anche degli strumenti e delle attrezzature necessarie alla lavorazione della terra cruda, della paglia, del legno e di quanto necessario per una buona costruzione in terra. Tra le macchine utilizzate per la formazione dei mattoni crudi pressati, egli introduce una pressa manuale: la crécise (una pressa derivata da un torchio per il vino) per la costruzione dei mattoni crudi e raccomanda che i mattoni di terra compressa (adobe) siano modellati sotto un riparo, prima di essere posti in opera. I vantaggi della costruzione in terra cruda si riassumono nella rapidità di costruzione, nell'impiego di risorse locali sia materiali sia umane, nell'economicità generale legata anche al modesto uso di legname, nella resistenza al fuoco, nel buon isolamento termico, nella firmitas vitruviana e nella durabilità della costruzione. Rondelet nel suo Traité sur l'art de bâtir – ponendo l'accento sull'importanza di eseguire tutte le parti di un'opera con tutta la solidità e la perfezione che essa richiede, e impiegando i materiali più idonei, ma messi in opera con arte ed economia - aveva già rimarcato la capacità di resistenza nel tempo di queste costruzioni: «Il pisé è un modo per costruire in terra che è ancora più semplice che costruire mattoni crudi. ( ... ) Quando i muri di pisé sono ben fatti, formano un unico blocco, e quando sono rivestiti esternamente con un buon intonaco, possono durare diversi secoli. ( ... ) Tutte le terre che non sono né troppo grasse né troppo magre, sono adatte a costruire in pisé. Per preparare la terra, si deve sminuzzare e passare da un setaccio medio per estrarre le pietre che superino le dimensioni di una noce. ( ... ) Quando la terra è preparata , si getta in una specie di pressa, o di cassaforma mobile, dove viene battuta dai lavoratori con un pestello, etc.».
In Italia Giuseppe Del Rosso (1760 - 1831), architetto, formatosi alla scuola radicale di Carlo Lodoli (1690 - 1791) e dei suoi allievi Francesco Algarotti (1712 - 1764) e Andrea Memmo (1729 - 1793), contribuisce a divulgare la conoscenza delle tecniche costruttive in terra cruda, in particolare quelle derivanti dall'ambito francese e quelle sviluppatesi nell'area italiana. Nel 1789, pubblica un interessante, seppur breve, manuale di costruzioni dal titolo "Pratica e Economia dell'arte di fabbricare” (Del Rosso 1789), con il quale oltre a riproporre le teorie di maestri rinascimentali come Leon Battista Alberti (1404 – 1472) e Vincenzo Scamozzi (1548 - 1616), introduce in Italia i più recenti contributi degli scienziati e degli ingegneri francesi, tra i quali il trattato di Bernard Forest de Bélidor (1697-1761) sull'arte di costruire (Bélidor 1729) e proprio quello di François Cointeraux (Cointeraux 1797) sulla costruzione in pisé.
Nasce così un'attenzione particolare per un modo di costruire che ha una profonda tradizione territoriale nella storia dell'architettura sia in Francia sia in Italia. La costruzione in pisé ha origini antiche, ma sedimentate nel tempo; le costruzioni rurali, le grandi fattorie dell'Auvergne e della Bourgogne francese, le costruzioni di terra dell'alessandrino (case di terra della Fraschetta) e della campagna abruzzese, marchigiana (tecnica costruttiva del massone) e toscana in Italia - per citare le regioni più note - sono gli ambiti in cui sia Cointeraux che Del Rosso raccolgono le loro conoscenze e strappano figurativamente alla terra quei saperi nascosti, tramandati nei secoli con parole non scritte, ma con quell'arte del costruire che gli ha permesso di superare le insidie del tempo. Denis Diderot (1713–1784) alla voce Pisay, pisé ricorda che il termine ha origini antiche, addirittura latine, dal termine pinsiare (lat. volgare), pinsāre (Vitruvio) o pinsĕre (Plinio) che significa ridurre in polvere, pestare, pigiare, rendere compatto.

## Storia della costruzione in terra cruda
(Giuseppe Del Rosso, "Dell'economica costruzione delle case di terra". Opuscolo diretto agli industriosi possidenti e abitatori dell'agro toscano. Da un Socio della R. Accademia de' Georgofili di Firenze. Firenze 1793 presso J.A. Bouchard)

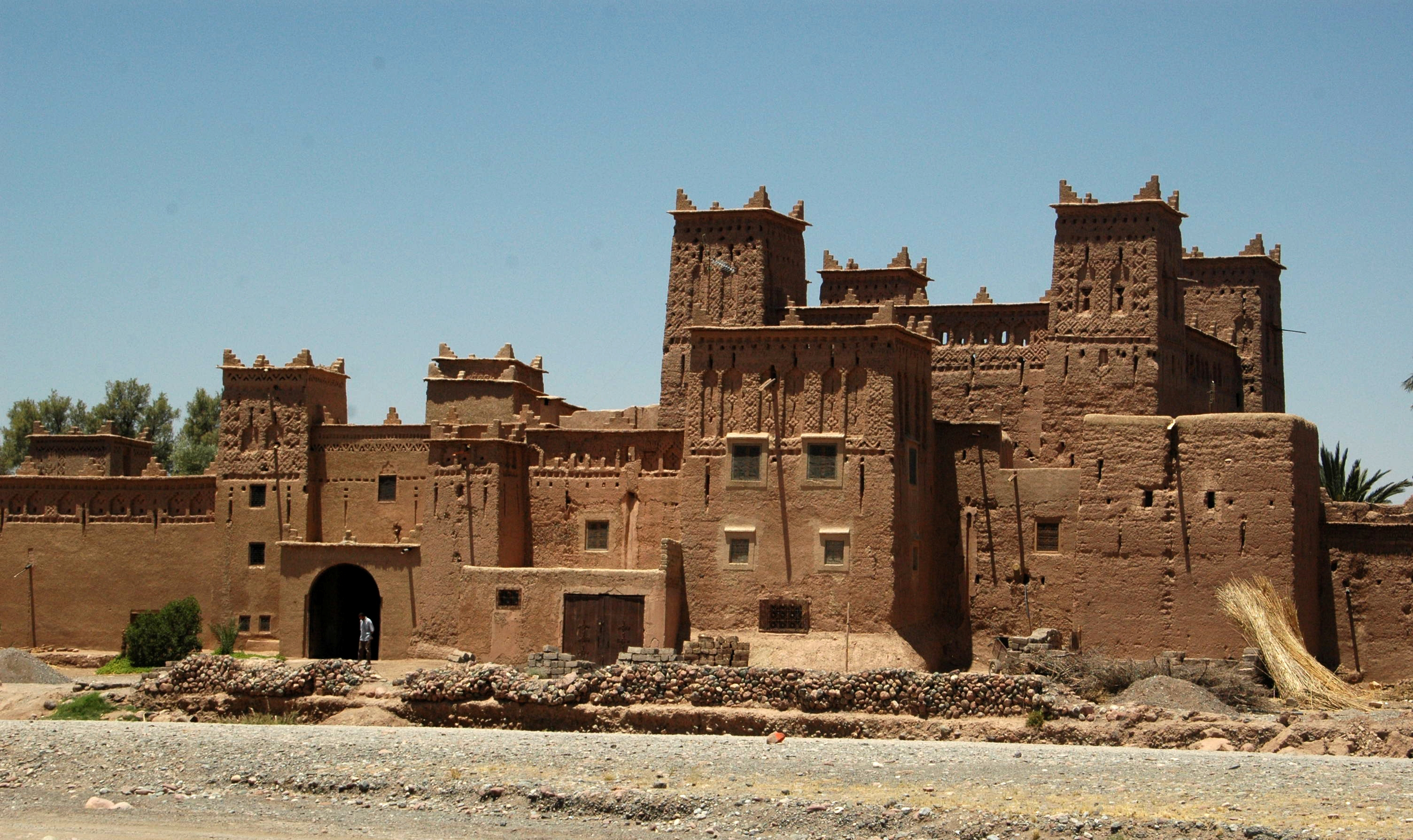
Qasba del XVII secolo nell'oasi di Skoura, Marocco. Gli edifici sono costruiti con la tecnica del pisé.

Ripercorrere l'avventura della costruzione in terra cruda vuol dire ripercorrere la storia dell'umanità, se è vero che le vestigia più antiche di costruzioni in pisé si possono trovare a Mehgrah o Mehrgarh, una città nella Valle dell'Indo in Pakistan. Secondo Gaio Plinio Secondo (Caius Plinius Secundus, 23-79 d.C.), i Fenici utilizzarono il pisé per costruire le mura fortificate delle loro città. Gli scavi archeologici di Cartagine, sulle colline di Byrsa, confermano la presenza di costruzioni per abitazioni in pisé. Strabone (I secolo a.C.) ricorda numerosi edifici, alti anche sei piani, in terra battuta e in adobe, costruiti nel II secolo a.C. Lo Stratico riferisce un passo di Plinio che racconta come nell'Africa e nella Spagna si costruivano pareti di terra, e che fra gli antichissimi abitatori dell'Asia si usavano negli edifici mattoni disseccati al sole, il cui vantaggio risiedeva – tra l'altro – nella maggiore coesione tra i mattoni stessi. I romani conoscevano il pisé, ma preferirono a questa tecnica costruttiva il laterizio cotto o la pietra squadrata. I primi muri di terra monolitica sono stati eretti nella Gallia meridionale alla fine dell'età del bronzo (VIII-VII secolo a.C.), mentre è noto che le costruzioni in pisé e in adobe furono importate nel mondo romano e nella Gallia dai Greci e dai Cartaginesi. In Inghilterra i primi muri realizzati in pisé risalgono al I secolo a.C. Sembra, inoltre, che anche i cinesi abbiamo utilizzato la costruzione in pisé dopo l'epoca dei Tre Regni (221-581 d.C.) e molte parti della Grande muraglia cinese sono costruiti in terra battuta.
Le capanne di stipa – dapprima erette con pali a forca (furcis) e interposti dei rami “cementati” con muri di fango, oppure muri costruiti con zolle di fango con, all'interno, un'intelaiatura di legno - costruite con un'orditura di frasche riempita da un intonaco in terra, archetipo della costruzione a torchis, le case di zolle erbate (caespites) o bauge, cosiddette dal Rusconi, la terra spruzzata, e ben calcata tenace ... la quale fa presa grandissima in uso in Spagna, le costruzioni in conglomerato di terra compressa realizzate all'interno di casseforme mobili, di origini nord-africane (formaceos), tramandate da Plinio e dall'Alberti – “Paries crudo ductus latere” - o in mattoni di terra cruda (lateres), le mura di cinta costruite “quod ex terra et lapillis compositis in formis” si sviluppano nei secoli come sistema tradizionale per la costruzione di edifici rurali o comunque per l'edificazione dell'edilizia in genere.
Scrive Alberti: “Un muro costruito con mattoni crudi riesce giovevole alla salute degli abitanti dell'edificio, resiste ottimamente agli incendi e non subisce soverchio danno dai terremoti, ma non regge bene gl'impalcati, salvo che non abbia un adeguato spessore”. Il passo dell'Alberti è interessante perché pone l'accento su un aspetto delle costruzioni in mattoni crudi poco esaminato: la buona resistenza all'azione sismica. Tali tecniche costruttive - riportate anche nell'Opus agricolturae di Rutilius Taurus Aemilianus Palladius, scrittore latino del IV secolo d.C. - stabiliscono un retroterra culturale, tecnico e tecnologico che si tramanderà nei secoli con continuità, seppur in una molteplicità di varianti costruttive. I muri formacei in terra battuta citati da Plinio - “Quid? Non in Africa Hispaniaque e terra parietes, quos appellant formaceos quoniam in forma circumdati duabus utrimque tabulis, interficiuntur verius quam struuntur, aevis durant, incorrupti imbribus, ventis ignibus, omnique caemento firmiores?” - saranno usati in tutto il Medio Evo per la costruzione di abitazioni in legname, paglia e terra battuta, ovvero murature in pisé, in torchis e in adobe, diffondendosi rapidamente soprattutto nei territori italiani occupati dalle invasioni barbariche.
Nel XX secolo il maestro indiscusso dell'architettura in terra cruda (adobe) è l'architetto egiziano Hassan Fathy (1900 - 1989), che ha messo la sua filosofia umanista al servizio dell'arte del costruire, promuovendo lo sviluppo di una architettura più vicina alle esigenze delle persone, da e per stessi, e rivendicando l'auto-costruzione e la proprietà di questa architettura al popolo.

## Galleria d'immagini

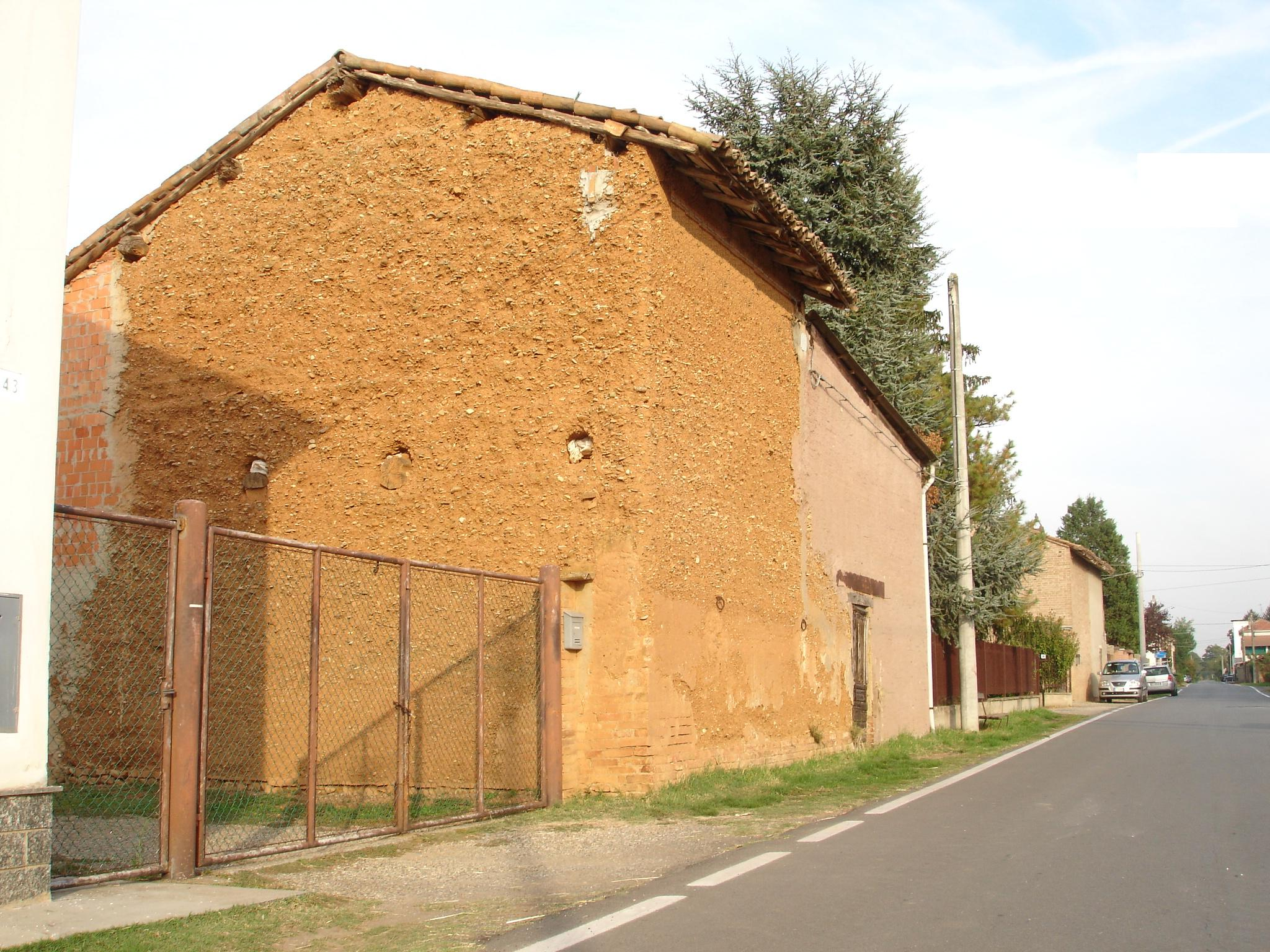
Particolare di una casa di terra a San Giuliano Nuovo nei pressi di Alessandria.
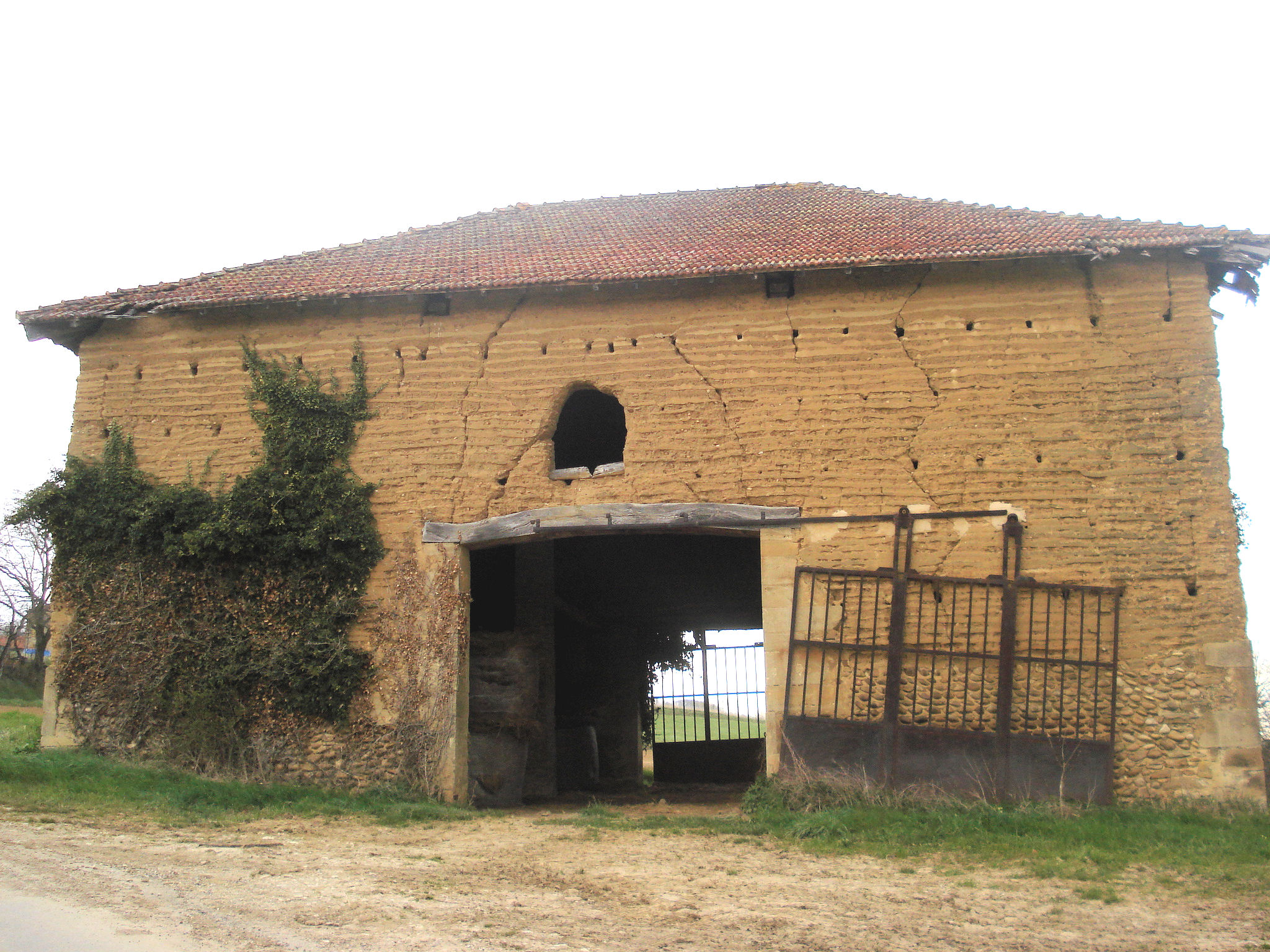
Costruzione in pisé a Treigneux, comune d'Hauterives, Dipartimento della Drôme, Francia.
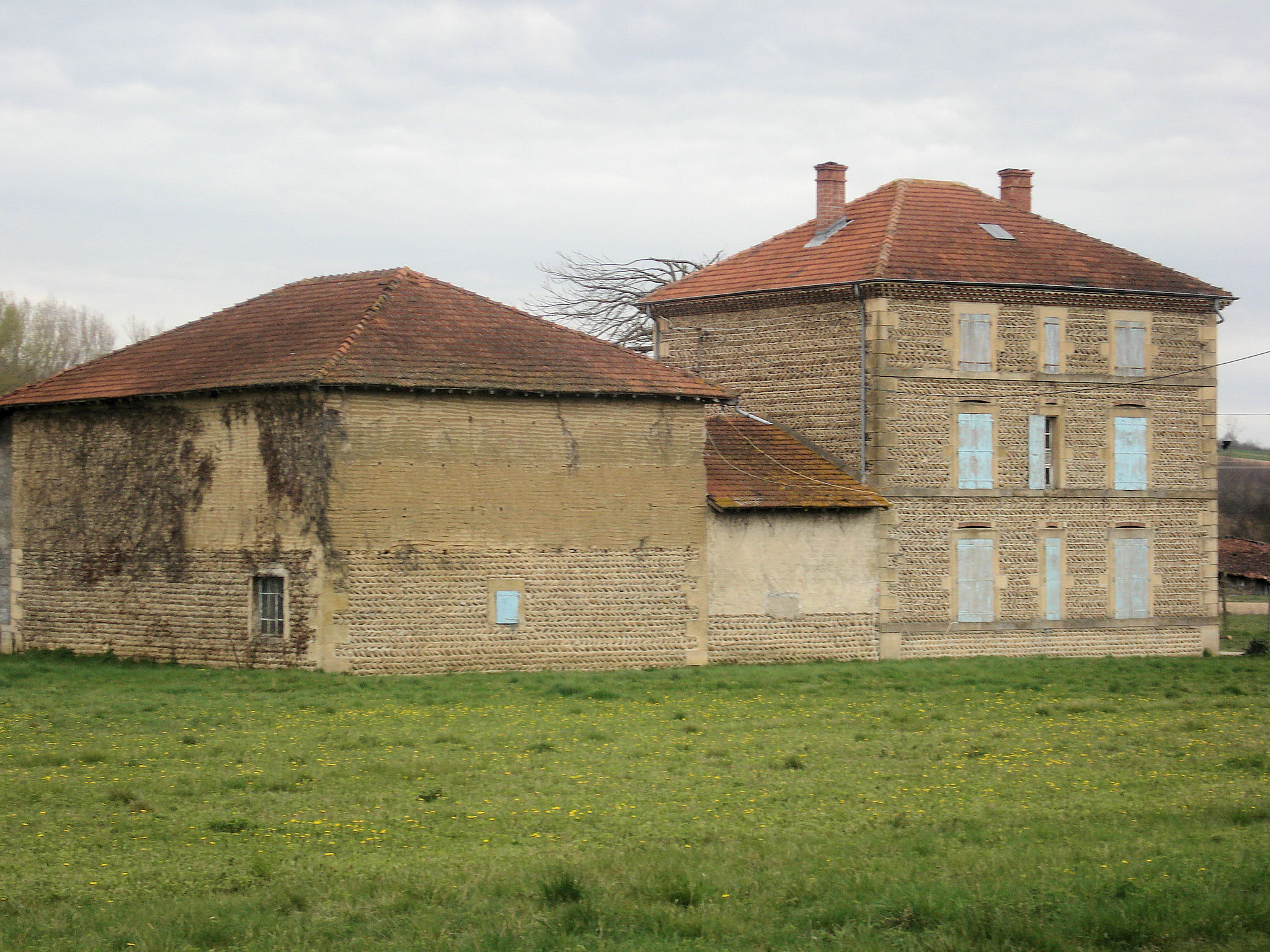
Costruzione in ciottoli di pietra e pisé, comune d'Hauterives, Dipartimento della Drôme, Francia.
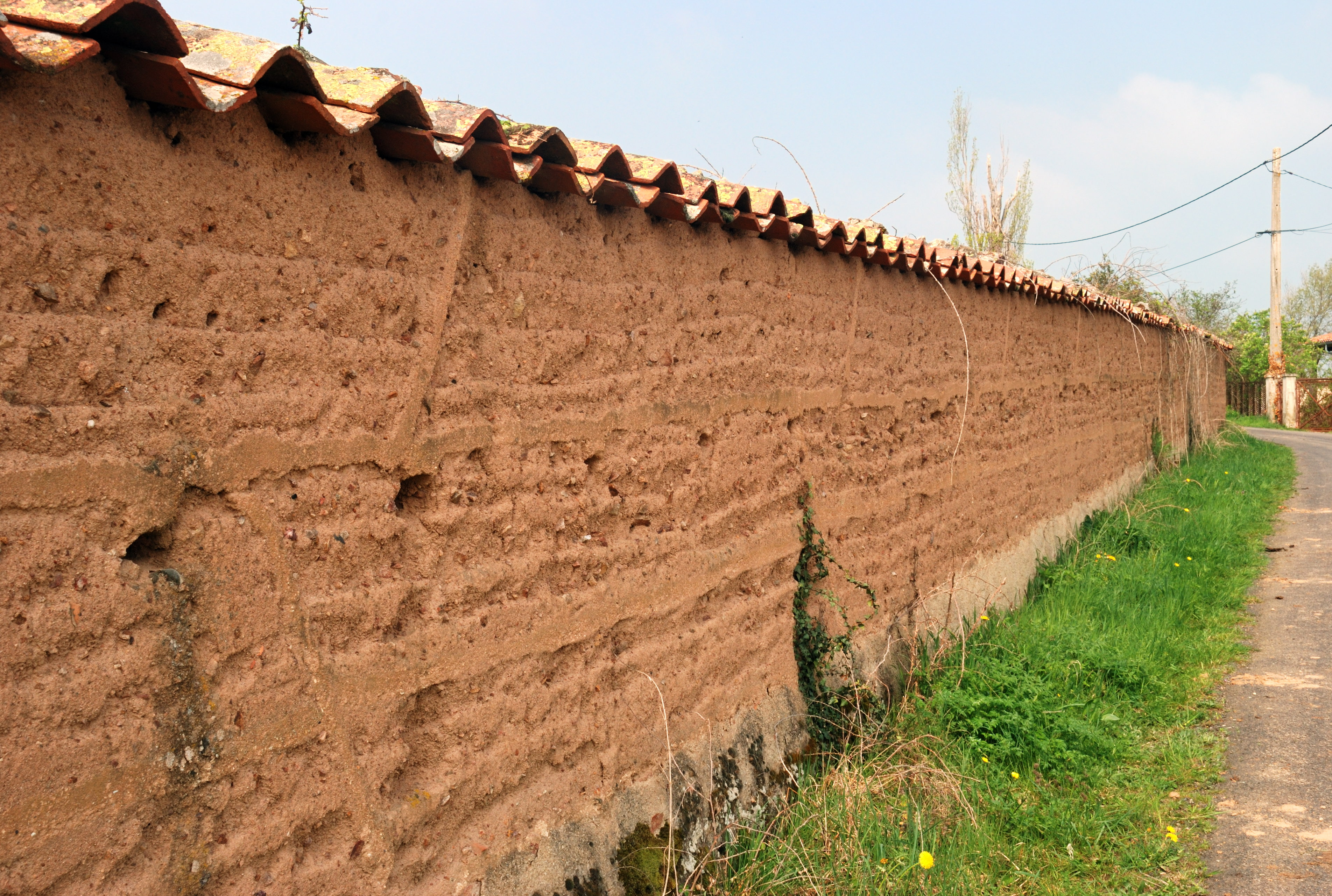
Muratura in pisé nel comune di Sermentizon, Puy-de-Dôme, Francia.
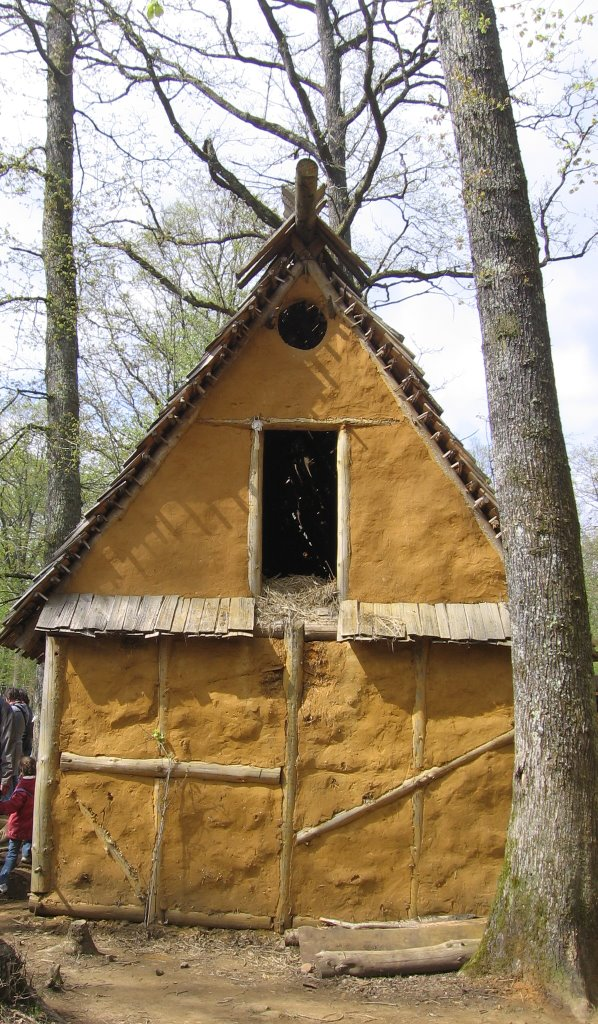
Costruzione in torchis a Guédelon, nel comune di Treigny, Dipartimento dell'Yonne, Francia.
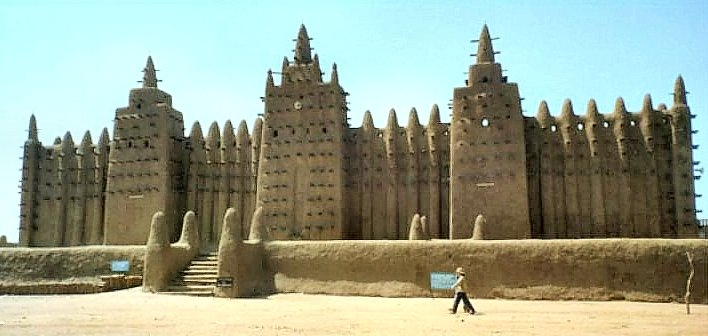
Moschea di Djenné, Mali.
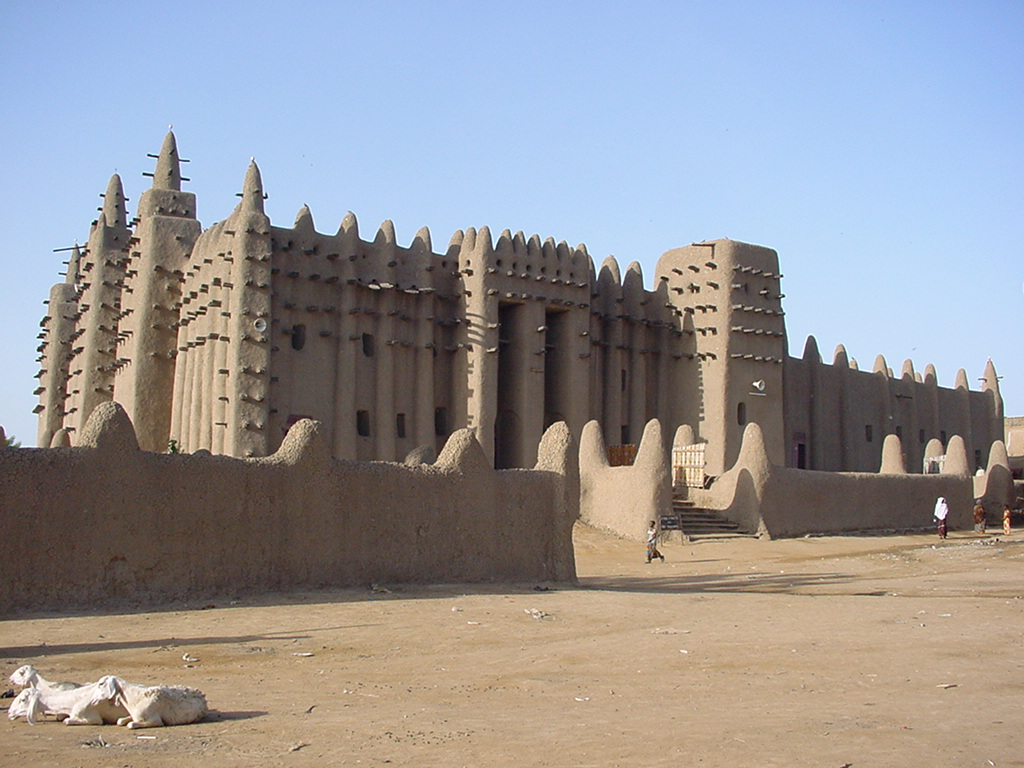
Moschea di Djenné, Mali.
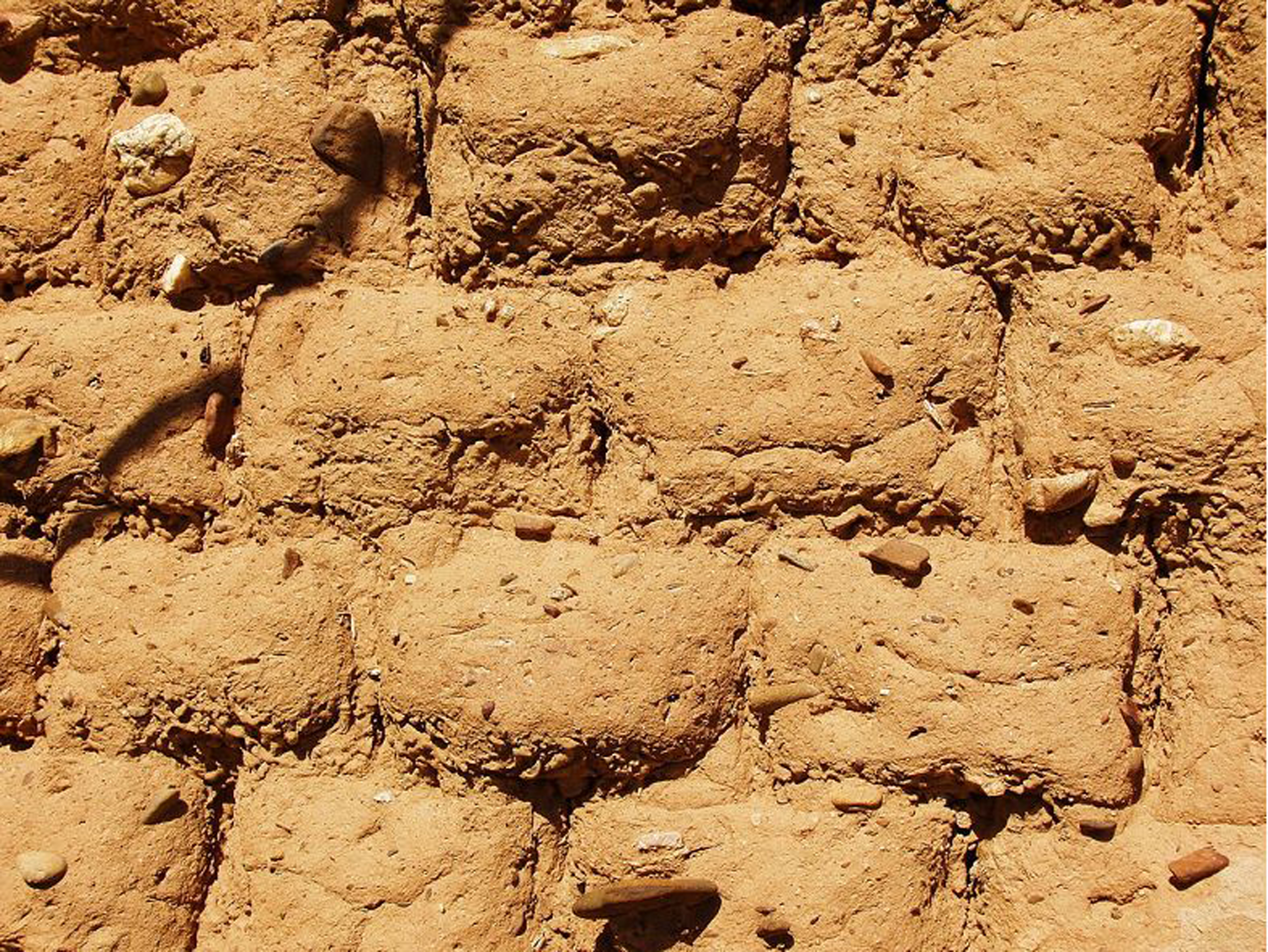
Esempio di muratura fatta con il Làdiri, mattone crudo in uso tradizionalmente in Sardegna fino a tempi recenti, importato dagli spagnoli nel XV secolo.